# Euploea pirina
Euploea pirina är en fjärilsart som beskrevs av Hans Fruhstorfer 1910. Euploea pirina ingår i släktet Euploea och familjen praktfjärilar. Inga underarter finns listade i Catalogue of Life.